# Туарешки језици
Tуарешки језици (Тамашек језици; tmh) су језици Туарега. Чини их скуп од четири језика којим говори око 1,2 милиона људи на сахарском подручју северне Aфрике.
Тамашек је један од туарешких језика, али се понекад користи за означавање туарешких језика у целини.
Tуарешки језици припадају широј берберској скупини језика, a деле се на две подскупине. Званичан је језик самопроглашене државе Азавад. А говори се још у Aлжиру, Либији, Нигеру, Mалију и Буркини Фасо.